# دیان دیموف
دیان دیموف (بلغاری: Диян Димов؛ زادهٔ ۲۷ سپتامبر ۱۹۸۵) بازیکن فوتبال اهل بلغارستان است.
از باشگاه‌هایی که در آن بازی کرده است می‌توان به باشگاه فوتبال لودوگورتس رازگراد اشاره کرد.